# Nikita Xurxin
Nikita Aleksàndrovitx Xurxin (en rus Никита Александрович Шуршин) (Tula, 8 d'abril de 1993) és un ciclista rus, especialista en el ciclisme en pista. Va participar en els Jocs Olímpics de 2016 a la prova de velocitat.

## Palmarès
- 2013
  -  Campió de Rússia en Velocitat per equips
- 2014
  -  Campió d'Europa sub-23 en Velocitat
  -  Campió d'Europa sub-23 en Keirin